# アンドレアス・ゴルトベルガー
アンドレアス・ゴルトベルガー（Andreas Goldberger、1972年11月29日 - ）は、オーストリア、オーバーエスターライヒ州リート・イム・インクライス出身の元スキージャンプ選手。

## プロフィール
1990年代を代表するジャンパーで、ゴルティの愛称で日本でも人気が高かった。1991年1月4日にスキージャンプ週間第3戦のインスブルック（ベルクイーゼルシャンツェ）でワールドカップにデビュー、この試合では35位に終わった。翌1991-1992シーズンから本格的に参戦、総合8位となると参戦3シーズン目から総合1位、3位、1位、1位、6位と大活躍を見せた。
2回目の総合優勝を果たした1994-1995シーズンは21試合で10勝、2位5回、3位0回で合計ポイントは1571点を記録し、総合2位のロベルト・チェコンと636点差は2015-2016シーズンに総合優勝したペテル・プレヴツの813点差に次ぐ歴代2位の記録である。1試合平均の獲得ポイントは74.81点で、これも2015-2016シーズンのプレヴツ(79.41点)、2008-2009シーズンのグレゴア・シュリーレンツァウアー(77.15点)に次ぐ歴代3位である。
1997年、コカインの使用によりオーストリアスキー連盟から6か月の資格停止処分を受けた。
これにより1998年長野オリンピックで日本への入国拒否という事態になったが、最終的に日本政府の配慮によって入国が許可された。またこの間にオーストリアからスロベニアへ国籍変更してオリンピック出場を狙おうとしたが、国中から猛反対にあい国籍変更を断念している。この影響は殊の外大きく、本来行うべき時期にトレーニングを計画的に行うことがほとんどできなかった。結局、長野オリンピックではオーストリア代表でノーマルヒル個人のみ出場したが22位の惨敗であった。
2005年5月29日現役引退を発表。引退後もORFの解説者として、ワールドカップや世界選手権、オリンピックにて競技前のテストジャンパーとしてジャンプを披露、さらにこの際ヘルメットにハンディカメラを装着してジャンパー目線での映像を視聴者に提供している。また、この時はORFの放送に向けて、空中で台の解説をしながらの飛行である（2014-15年シーズンからは、前年に引退したマルティン・コッホも時折これを行っている）。

## 主な成績
- オリンピック、世界選手権、フライング選手権は右表参照
- スキージャンプ・ワールドカップ
  - 総合優勝3回（1992/93, 1994/95, 1995/96）
  - 通算20勝（2位25回、3位18回）
  - 1994/95シーズン、当時のタイ記録となるシーズン10勝
- ジャンプ週間
  - 総合優勝2回（1992/93, 1994/95）
- ホルメンコーレンスキー大会
  - 優勝1回（1995年)
- スキーフライングでは2000年3月18日にプラニツァのレタウニツァ・ブラトウ・ゴリシェクで当時の世界最長（225.0m）を記録した。